# Nós Matámos o Cão-Tinhoso
Nós Matamos o Cão-Tinhoso és un llibre de set contes escrits per Luís Bernardo Honwana publicat en 1964 i considerat una obra fundacional de la literatura moçambiquesa moderna. Els contes incloson al llibre són Nós Matámos o Cão-Tinhoso, Dina, Papa, Cobra, Eu, As Mãos dos Pretos, Inventário de Imóveis e Jacentes, A Velhota i Nhinguitimo.
Quan Honwana tenia vint-i-dos anys fou empresonat per la policia política. Durant el temps que va passar a la presó va escriure el seu únic llibre, Nós Matámos o Cão-Tinhoso, amb l'objectiu de demostrar el racisme del poder colonial portuguès. El llibre arribà a exercir una influència important en la generació postcolonial d'escriptors moçambiquesos. Moltes de les històries, escrit en portuguès estàndard europeu, són narrades per nens. L'univers social i cultural de Moçambic durant el temps colonial és el centre d'anàlisi de les narratives de Nós Matámos o Cão-Tinhoso. D'acord amb Manuel Ferreira, Os contos de "Nós Mátamos o Cão-Tinhoso" representen qüestions socials d'exploració i de segregació racial, de distinció de classe i d'educació. Cada personatge en cada conte representa una diferent posició social (blanc, assimilat, indígena i/o mestiço).
La història mostra la situació política de l'època. D'acord amb la interpretació d'Inocência Mata, Cão-Tinhoso representa el sistema colonial decadent, en via de ser destruït, i el preludi d'una nova societat purificada, sense discriminació de cap tipus. Per a la crítica és significatiu que el gos tinyós Arxivat 2010-09-23 a Wayback Machine. ha estat sacrificat en una apoteosi de foc, de la mateixa manera que Moçambic serien netejada amb armes de foc.